# Friedrich Bertram Sixt von Armin
Friedrich Bertram Sixt von Armin (Wetzlar, 27 novembre 1851 – Magdeburgo, 30 settembre 1936) è stato un generale tedesco.

## Biografia
Friedrich discendeva da una della più antiche famiglie nobili dell'Uckermark, quella degli Armin; suo padre era il diplomatico conte Harry von Arnim e sua madre Elise von Prillwitz; suo prozio era Achim von Arnim.
Essendo il figlio cadetto intraprese la carriera militare e dal 1870 fu Fahnenjuncker del Reggimento dei Granatieri della Guardia Nr.4 della regina Augusta; partecipò alla guerra franco-prussiana e in particolare si distinse durante la battaglia di Gravelotte, dove serviva sotto von Moltke; promosso sottotenente si spostò nella III Brigata di fanteria della Guardia e dal 1884 fece parte dello Stato maggiore generale a Kassel e poi a Münster, con il grado di capitano. Successivamente fu assegnato al prestigioso Magdeburger Füsilier-Regiments General-Feldmarschall Graf Blumenthal Nr.36, comandato dal celebre feldmaresciallo Leonhard Graf von Blumenthal; nuovamente promosso, questa volta a tenente colonnello, nel 1897 divenne capo di stato maggiore del Tredicesimo corpo d'armata del Regno del Württemberg.
Nel 1900 divenne colonnello ed ebbe il comando di uno dei più antichi reggimenti prussiani, l'Infanterie-Regiment Graf Bülow von Dennewitz; l'anno seguente fu capo di stato maggiore del Gardekorps e tre anni dopo fu promosso generalmajor e direttore dell'Allgemeinen Kriegsdepartememnts al ministero della guerra. Nel 1908 ebbe il comando del XIII Divisione e nel 1911 Paul von Hindenburg lo volle come capo di stato maggiore del IV Corpo d'armata a Magdeburgo.
La carriera di von Arnim ebbe il suo culmine durante la prima guerra mondiale, quando gli venne assegnato il comando della I Armata del fronte occidentale, sulla Marna. Negli anni seguenti fu uno dei fautori della guerra di posizione, atta a stroncare l'avversario e riuscì però a conquistare Arras, una delle principali roccaforti francesi; partecipò anche alla seconda battaglia dell'Artois e a quella della Somme. Il 10 agosto 1916 ricevette insieme al generale Fritz von Below il grado più alto dell'onorificenza Pour le Mérite, istituita nel XVIII secolo da Federico il Grande.
Nel 1918 partecipò all'offensiva di primavera scatenata da Ludendorff; inoltre diresse una nuova offensiva nelle Fiandre, giungendo prima della fine della guerra alle porte di Anversa. Finita la guerra le truppe di von Arnim furono mobilitate a Paderborn contro gli insorti spartachisti; nel dicembre 1920 von Arnim lasciò l'esercito e si ritirò a vita privata dedicandosi soltanto alla stesura di interessanti saggi storici, sia sul suo operato durante la Prima Guerra Mondiale che in generale sull'esercito prussiano; si spense a Magdeburgo nel settembre 1936, ma anche dopo la morte gli vennero tributati grandi onori: nel 1945 a Wetzlar la Sixt-von-Arnim-Strasse e nel 1992 la Sixt-von-Arnim-Kaserne.